# 尼奈斯港
尼奈斯港（瑞典語：Nynäshamn）是瑞典斯德哥尔摩省尼奈斯港市镇的城区，2010年有13,510名居民。

## 历史
从 19 世纪中叶开始，人们对该地区作为潜在有用港口的兴趣日益浓厚，但直到 1901 年通往斯德哥尔摩的火车站开放，尼奈港才开始发展。
在20世纪初，尼奈斯港也成为一个众所周知的温泉小镇，尽管大多数此类设施在第一次世界大战结束前就已经关闭。